# タンパク質分解
タンパク質分解（タンパクしつぶんかい、Proteolysis）は、プロテアーゼ（タンパク質分解酵素）によって行われるタンパク質の分解（消化）である。

## 用途
タンパク質分解は以下のいくつかの操作に用いられる。
- 翻訳後のN末端メチオニン残基の除去。
- 細胞膜を輸送透過後のシグナルペプチドの除去。
- mRNAから翻訳されたウイルスタンパク質の分離。
- アミノ酸の源となる食品のタンパク質消化。
- タンパク質の前駆体（プロ酵素、酵素前駆体、前ホルモン）の最終形態への転換。
- 異なった細胞周期の段階のサイクリンの分解。

## 毒性
毒蛇の毒もまたタンパク質分解が使われている。この毒は、毒蛇の体外に出ることによって消化液に変化する。タンパク質分解毒は広範囲にわたる毒性作用を引き起こす。
- 細胞障害性 （細胞の破壊）
- ヘモトキシン （血液の破壊）
- ミオトキシン （筋肉の破壊）
- 出血